# بيلي ريتشاردز (لاعب كرة قدم)
بيلي ريتشاردز (بالإنجليزية: Billy Richards)‏ هو لاعب كرة قدم بريطاني (وحمل سابقاً جنسية المملكة المتحدة لبريطانيا العظمى وأيرلندا) في مركز الهجوم، ولد في 6 أكتوبر 1874 في ويست بروميتش في المملكة المتحدة، وتوفي بنفس المكان في 12 فبراير 1926. لعب مع مانشستر يونايتد ونادي ستوربريدج ووست بروميتش ألبيون وHalesowen Town F.C. ‏.